# 緬甸方面軍
緬甸方面軍為大日本帝國陸軍中之一方面軍。
南方軍隷下之方面軍即如其名所稱，擔當緬甸方面之作戰・防衛任務。駐守緬甸・毛淡棉直至終戰。

## 軍概要
- 通稱號: 森
- 編制時期: 昭和18年（1943年）3月27日
- 最終位置: 緬甸・毛淡棉

### 方面軍人事
司令官
- 河邊正三：陸軍中將（陸士19期）昭和18年（1943年）3月18日 - 昭和19年（1944年）8月30日
- 木村兵太郎：陸軍中將（陸士20期）昭和19年（1944年）8月30日 - 昭和21年（1946年）4月19日
- （代）本多政材：陸軍中將（陸士22期）昭和21年（1946年）4月19日 - 昭和22年（1947年）8月23日

参謀長
- 中永太郎：陸軍少將（陸士26期）昭和18年（1943年）3月18日 - 昭和19年（1944年）9月22日
- 田中新一：陸軍中將（陸士25期）昭和19年（1944年）9月27日 - 昭和20年（1945年）5月23日
- 四手井綱正：陸軍中將（陸士27期）昭和20年（1945年）5月23日 - 昭和20年（1945年）7月29日
- 欠　：昭和20年（1945年）7月29日 -

參謀副長
- 磯村武亮：陸軍少將（陸士30期）昭和18年（1943年）3月18日 - 昭和19年（1944年）3月22日
- 一田次郎：陸軍少將（陸士30期）昭和19年（1944年）3月22日 -

高級參謀
- 片倉衷：陸軍大佐（陸士31期）昭和18年（1943年）3月18日 - 昭和19年（1944年）4月8日
- 青木一枝：陸軍大佐（陸士33期）昭和19年（1944年）4月8日 - 昭和20年（1945年）6月8日
- 芦川春雄：陸軍大佐（陸士35期）昭和20年（1945年）7月13日 -

### 終戰時之隷下部隊
直轄部隊
第15军团
- 第31師團
  - 步兵第58聯隊
  - 步兵第124聯隊
  - 步兵第138聯隊
- 第33師團
  - 步兵第213聯隊
  - 步兵第214聯隊
  - 步兵第215聯隊
- 第49師團
  - 步兵第106聯隊
  - 步兵第153聯隊
  - 步兵第168聯隊
- 第53師團
  - 步兵第119聯隊
  - 步兵第128聯隊
  - 步兵第151聯隊
- 獨立混成第24旅團
- 獨立混成第72旅團
- 獨立混成第105旅團

隷下部隊
- 第28軍
  - 第54師團
    - 第54歩兵團
      - 步兵第111聯隊
      - 步兵第121聯隊
      - 步兵第154聯隊
- 第33軍
  - 第18師團
    - 步兵第55聯隊
    - 步兵第56聯隊
    - 步兵第114聯隊

## 關連項目
- 軍事單位
- 华南方面軍

## 外部連結
- Wendel, Marcus. . Japanese First Area Army(緬甸方面軍 (日本陸軍)).   [2008-03-22]. （原始内容存档于2019-11-30）.
- 帝國陸軍～その制度と人事～
- 日本陸海軍事典